# Fort Ripley
Fort Ripley é uma cidade localizada no estado americano de Minnesota, no Condado de Crow Wing.

## Demografia
Segundo o censo americano de 2000, a sua população era de 74 habitantes.
Em 2006, foi estimada uma população de 70, um decréscimo de 4 (-5.4%).

## Geografia
De acordo com o United States Census Bureau tem uma área de
3,7 km², dos quais 3,4 km² cobertos por terra e 0,3 km² cobertos por água. Fort Ripley localiza-se a aproximadamente 360 m acima do nível do mar.

## Localidades na vizinhança
O diagrama seguinte representa as localidades num raio de 28 km ao redor de Fort Ripley.